# Маршальці
Ма́ршальці (самоназва — махджел) — мікронезійський народ, корінне населення Маршаллових островів. 

## Чисельність, мова, етногрупи і релігія
Чисельність маршальців — 35 тис. осіб (поч. 1990-х рр.).
Маршальці розмовляють маршальською, що належить до мікронезійської групи австронезійської родини мов. 
Маршальці поділяються на дві етнографічні групи: райлік і рахтак (географічно це населення відповідних острівних груп, щоправда, в трохи іншій огласовці, Ралік і Ратак).
За віросповіданням чимало маршальців є протестантами і католиками (офіційно), також зберігаються деякі давні культи. 

## Господарство і побут

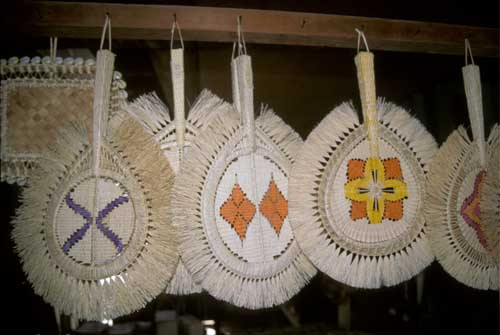
Маршальські віяла, зроблені зі знецвічених волокон кокосової пальми, о-в Маджуро

Традиційні заняття: ручное землеробство (основні культури—  кокосова пальма, панданус, таро, хлібне дерево), рибальство, мореплавство. 
З ремесел розвинуті плетіння, ткацтво тощо. 
За давніші знаряддя праці правили кістяні і зроблені з мушель і рапанів.
Поселення маршалців — компактні селища колового планування. Зустрічаються господарства хутірського типу. 
Житла в маршальців без несучих стін. Хатини мають двосхильну стріху, що тримається на стовпах (зроблених, здебільшого, з тростини).
За одяг маршальцям правила пов'язка навколо стегон. Використовується татуювання. 
У теперішній час частина маршальців зайнята в управлінні державою Республіка Маршаллові Острови.

## Суспільство і культи
Рід у маршальців матрилінійний. Існує станова ієрархія з виокремленням вождя.
У минулому звичними для маршальців були кроскузенні шлюби, патрилокальні, у знаті побутувала полігамія.
Маршальці шанували предків, вклонялися численним богам і духам, практикували магію.